# Caio Roberto
Caio Figueiredo Roberto, (Campina Grande, 15 de maio de 1985), é deputado estadual, filiado ao Partido Liberal (PL), eleito pelo estado da Paraíba.